# پاسیاچا (پروکوپیه)
پاسیاچا (به صربی: Pasjača) یک منطقهٔ مسکونی در صربستان است که در پروکوپلیه واقع شده‌است. پاسیاچا ۳۵ نفر جمعیت دارد.